# Championnats d'Europe féminins de judo 1979
Navigation
Édition précédente Édition suivante
La 5e édition des championnats d'Europe féminins de judo s'est déroulée les 5 et 6 avril 1979 à Kerkrade, aux Pays-Bas. 

## Résultats
| Épreuves             | Or                       | Argent                   | Bronze                                           |
| -------------------- | ------------------------ | ------------------------ | ------------------------------------------------ |
| - 48 kg super-légers | Edith Bouthemy (FRA)     | Jozefina Hominga (NED)   | Heidi Grimm (FRG) Paola Napolitano (ITA)         |
| - 52 kg mi-légers    | Edith Hrovat (AUT)       | Hennie Matteman (NED)    | Moyano Sacramento (ESP) Bridgette McCarthy (GBR) |
| - 56 kg légers       | Gerda Winklbauer (AUT)   | Elisabeth Ricciato (ITA) | Sylviane Trucios (FRA) Rebecca Ljundberg (SWE)   |
| - 61 kg mi-moyens    | Brigitte Deydier (FRA)   | Dawn Netherwood (GBR)    | Laura Di Toma (ITA) Ingrid Berg (FRG)            |
| - 66 kg moyens       | Marie-France Mill (BEL)  | Maureen Bennett (GBR)    | Karin Krueger (FRG) Muriel Iglesias (FRA)        |
| - 72 kg mi-lourds    | Jocelyne Triadou (FRA)   | Judith Salzman (SUI)     | Barbara Classen (FRG) Susanne Litscher (AUT)     |
| + 72 kg lourds       | Christiane Kieburg (FRG) | Margherita De Cal (ITA)  | Muriel Samery (FRA) Margit Schmutzer (AUT)       |
| Toutes catégories    | Barbara Claßen (FRG)     | Catherine Pierre (FRA)   | Giovanna Parenti (ITA) Avril Malley (GBR)        |

## Tableau des médailles
| Rang | Nation               | Or | Argent | Bronze | Total |
| ---- | -------------------- | -- | ------ | ------ | ----- |
| 1    | France               | 3  | 1      | 3      | 7     |
| 2    | Allemagne de l'Ouest | 2  | 0      | 4      | 6     |
| 3    | Autriche             | 2  | 0      | 2      | 4     |
| 4    | Belgique             | 1  | 0      | 0      | 1     |
| 5    | Italie               | 0  | 2      | 3      | 5     |
| 6    | Royaume-Uni          | 0  | 2      | 2      | 4     |
| 7    | Pays-Bas             | 0  | 2      | 0      | 2     |
| 8    | Suisse               | 0  | 1      | 0      | 1     |
| 9    | Espagne              | 0  | 0      | 1      | 1     |
| 9    | Suède                | 0  | 0      | 1      | 1     |
|      |                      | 8  | 8      | 16     | 32    |

## Sources
- Podiums complets sur le site JudoInside.com.

- Podiums complets sur le site alljudo.net.

- Podiums complets sur le site Les-Sports.info.